# 河大区
河大區（西班牙語：Región de Los Ríos）是智利十五大区之一，也称河流大区，由湖大区分出，下辖瓦尔迪维亚省、兰科省，面积18,430平方公里，人口356,396。首府瓦尔迪维亚，人口140,559。也是瓦尔迪维亚省省会。

## 行政区划
河大区分为2个省，12个市镇。